# Josef Henne
Josef Henne (* 10. Oktober 1862 in Brilon; † 12. November 1935 in Düsseldorf) war ein deutscher Fotograf, der ab 1891 in Düsseldorf wirkte.

## Leben
Henne gründete 1891 in der Bolkerstraße 37 ein Fotoatelier. 1905 verlegte er sein „Spezial-Atelier für Portrait, Industrie und Kunst“ in die Roßstraße 65 nach Düsseldorf-Derendorf, wo er ein Grundstück besaß. Um 1910 hatte er ein weiteres Lokal an der Elberfelder Straße 12 (Ecke Corneliusplatz).

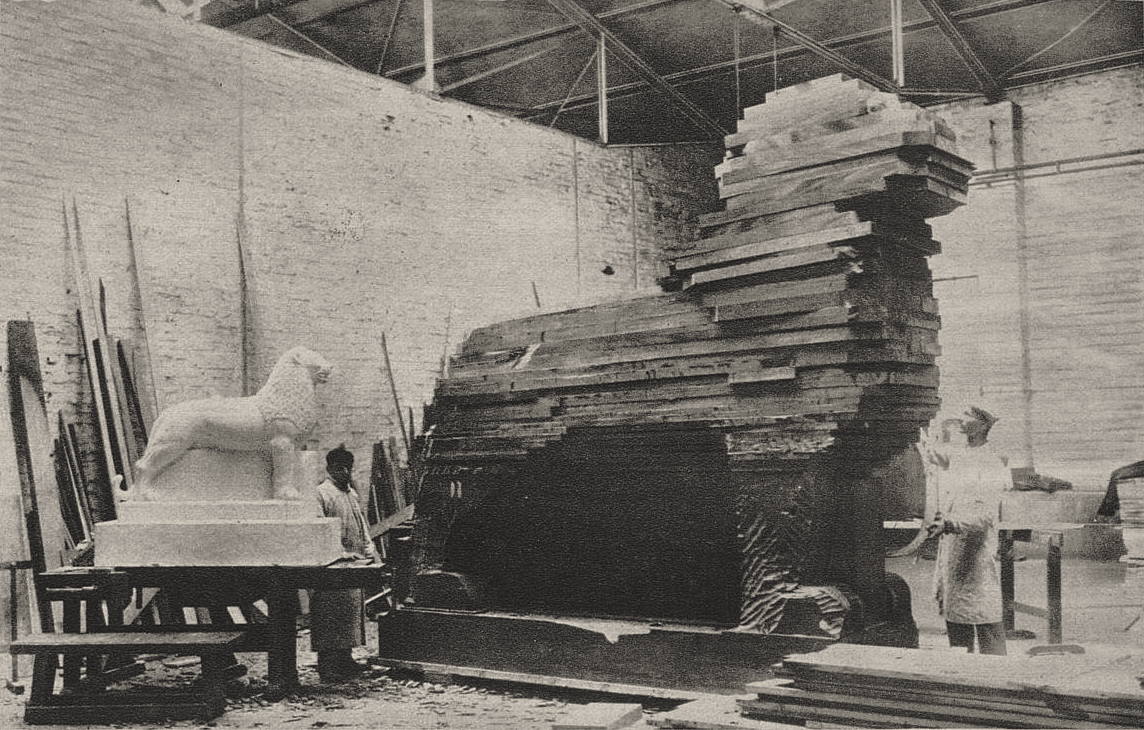
Der Bergische Löwe bei Beginn der Ausarbeitung in Holz durch den Bildhauer Johannes Knubel, 1915

Henne war spezialisiert auf die Porträtfotografie. Vor allem Mitglieder der Düsseldorfer Garnison zählten zu seinen Kunden. Historische Bedeutung haben insbesondere seine Aufnahmen von Bauwerken und Straßenzügen der Stadt Düsseldorf. 1916 wurden frühe Farbfotos von ihm in den Zeitschriften Hochland und Westermanns Monatshefte publiziert. Der Kunsthistoriker und rheinische Provinzialkonservator Edmund Renard gab 1921 und 1922 das zweibändige Werk Die Rheinlande in Farbenphotographie mit Aufnahmen von Henne heraus.
Die Großherzogin von Baden, Luise von Preußen, verlieh ihm 1906 den Titel „Hofphotograph“. Auf einer Ausstellung des Deutschen Photographen-Vereins in Elberfeld erhielt er 1910 für Landschaften und Interieurs eine ehrenvolle Erwähnung.
Josef Henne war verheiratet mit Emma Henne (* 3. Januar 1875 in Bremen). Als einziges Kind wurde dem Paar die Tochter Johanna (* 21. Januar 1902 in Düsseldorf) geboren. Er war Gründungsmitglied der Düsseldorfer Jonges und Träger ihrer Goldenen Ehrennadel.